# Philippe Dubreuil-Chambardel
Pour les articles homonymes, voir Dubreuil-Chambardel et Dubreuil.
Philippe Dubreuil-Chambardel, né le 20 juin 1922 à Tours et mort le 27 juin 2001 dans la même ville, est un avocat et écrivain français, secrétaire général de l'Académie des sciences, arts et belles-lettres de Touraine, qu'il refonde avec son ami le professeur Émile Aron.

## Biographie
Philippe Dubreuil-Chambardel est le fils de Louis Dubreuil-Chambardel, médecin, et de Geneviève Deribéré-Desgardes, fille du député Paul Deribéré-Desgardes ; la famille Dubreuil-Chambardel est connue dans le Poitou depuis cinq siècles.
Son père meurt en 1927 lorsqu'il a 5 ans. Après avoir obtenu une licence de lettres, il est inscrit comme avocat au barreau de Tours dont il est le bâtonnier.
Adulte, il découvre les travaux de son père et décide de lui rendre hommage au travers de deux ouvrages. Outre ses propres écrits, il fera publier ceux de son père et rédigea également la postface de la publication des Lettres parisiennes d'un révolutionnaire poitevin écrites par Pierre Dubreuil-Chambardel et rassemblées par Marie-Luce Llorca. Il publie également des articles dans La Touraine républicaine sous le pseudonyme de Docteur Raoul Leclerc.
Avec son ami Émile Aron, il refonde en 1988 l'Académie des sciences, arts et belles-lettres de Touraine dont il devient alors secrétaire général. Il est en outre membre de plusieurs sociétés savantes et s'implique dans de nombreuses œuvres sociales. Il est nommé au grade de chevalier dans l'ordre national du Mérite.
En 1992, il est candidat malheureux aux élections sénatoriales sous l'étiquette de l'Union pour la démocratie française.